# El Peral (Valdepeñas)
El Peral es una pedanía perteneciente a Valdepeñas, a unos 7 kilómetros de esta, en la provincia de Ciudad Real, dentro de la comunidad autónoma de Castilla-La Mancha.
Su situación es muy privilegiada: se ubica junto al margen derecho del cauce del arroyo del Peral, así como muy cerca del llamado Camino de Carretas, considerado por algunos autores como posible vía o camino romano. Orientado hacia el Sur, tiene a su alrededor tierras bastantes fértiles, tanto de huerta, en el entorno del arroyo, como tierras aptas para cultivos de secano.
En la actualidad es una importante zona de segunda residencia y de ocio.

## Historia
Los primeros pobladores tuvieron que ser iberos, a juzgar por los restos de un molino de trigo y una lápida con todo su ajuar funerario, compuesto de un brazalete y de un pasador de bronce (moneda de cambio durante la época Ibérica), que los nuevos vecinos encontraron.
La relación entre este yacimiento con los manantiales situados en su entorno es la causa más probable de que hubiera asentamientos romanos antaño, aunque también es posible que fuera debido a su riqueza agrícola. En la actualidad aún se conservan muchas huertas por la zona.
En sus orígenes, el asentamiento bien pudo ser una villa dedicada más al recreo y descanso de sus propietarios que a las tareas agrícolas que habitualmente se le suponen. La existencia de materiales de construcción nobles, como el mármol, parecen corroborar un asentamiento de prestigio.
Durante la ocupación árabe es muy posible que los nuevos habitantes también se asentasen en las riberas de los ríos y en las zonas donde el agua brotaba de forma natural, ya que la tierra siempre ha sido seca y árida.
Según un privilegio de 1468, el Peral pertenecía a Alhambra; no llegó a ser propiedad de Valdepeñas hasta 1773. Los baños de El Peral se habrían construido un poco después, en 1777, según los informes del geógrafo real Tomás López de 1790.
Hay más informes y documentos acerca de la existencia de El Peral y de sus baños durante la Edad Moderna. En 1668, Lorenzo de Medicis, viajero Toscano, y el cronista Lorenzo de Maglatti describían esta zona como una tierra formada por un solo orden de montañas y una campiña llana, en donde solo se cultivaba trigo, con montones de espesas encinas. El sacerdote e historiador Hervás y Buendía, del siglo XVIII, hace referencia a los Baños, detallando que existía un edificio en sustitución de otro más antiguo con aguas agrias. En un manuscrito de 1843 por el doctor Vicente Ambroz se dice que existían frondosas huertas de árboles frutales y hermosas alamedas como la de los Mundos, junto a un manantial de aguas frías y acidulas de capacidades curativas, mencionando que las instalaciones se encontraban en un estado lamentable.
A fines del siglo XIX se construye el Balneario con estilo helénico-corintio, así como las dos ventas que figuran en el entorno.
En el año 1929, Don Fernando Fuentes encargó un estudio de las aguas procedentes del manantial minero medicinal, de las que se decía que son bicarbonatada-cálcicas-ferruginosas. No obstante, le fue denegado el permiso para su declaración de utilidad pública, aunque sí se concedió permiso para ser utilizados como Casas de Baños de Aseo y Limpieza, concediéndose el registro para uso comercial de BAÑOS DEL PERAL.

## Cultura
En sus proximidades son numerosos los yacimientos arqueológicos situados o bien en la Sierra del Peral (que se remontan a la Edad del Bronce) o junto a los márgenes del Arroyo (principalmente ibero-romanos). Un ejemplo es el denominado Baños del Peral I, cercano al área de los baños.

## Naturaleza
El Arroyo del Peral, que penetra por el Este hacia el centro del término municipal, es el motivo principal de la existencia de la pedanía. Se trata de un arroyo que discurre por la zona, rodeado de lindos manantiales que dieron origen a unos “baños” de agua ferruginosa. Constituye el pulmón verde de toda Valdepeñas por su abundante vegetación, lo que ha dado lugar a que posea su propio microclima dentro del término municipal.
Las márgenes de este arroyo en torno a los “Baños del Peral” albergan la única manifestación de vegetación ribereña natural, que ha sido reforzada con repoblaciones realizadas por el ayuntamiento de Valdepeñas y por la Confederación Hidrográfica del Guadiana.
Su valor natural es muy grande, ya que además de ser una zona muy demandada de ocio tiene casas que sirven de segunda residencia para algunos vecinos de Valdepeñas. Por todo ello, podría iniciarse su declaración como espacio protegido, con la figura de Paisaje Natural.

## Demografía
El Peral contaba a 1 de enero de 2022 con una población de 50 habitantes, 30 hombres y 20 mujeres.
| Gráfica de evolución demográfica de El Peral entre 2000 y 2022                                   |
|                                                                                                  |
| Población de derecho (2000-2022) según los censos de población del INE a 1 de enero de cada año. |